# Pont de Pouilly-sur-Loire
Le pont de Pouilly-sur-Loire est un pont en treillis enjambant la Loire situé entre la commune de Pouilly-sur-Loire dans le département de la Nièvre et la commune de Couargues dans le département du Cher. Il est situé entre le pont de La Charité-sur-Loire en amont et le pont de Saint-Thibault-sur-Loire en aval.

## Description
C'est un pont droit routier composé de poutrelles métalliques reposant sur sept piles de pierre.

## Géographie
Le pont est situé entre les régions Centre-Val de Loire et Bourgogne-Franche-Comté et les départements du Cher et de la Nièvre. Il a pour particularité de se situer au milieu de la Loire, à 496 km de sa source et 496 km de son embouchure.

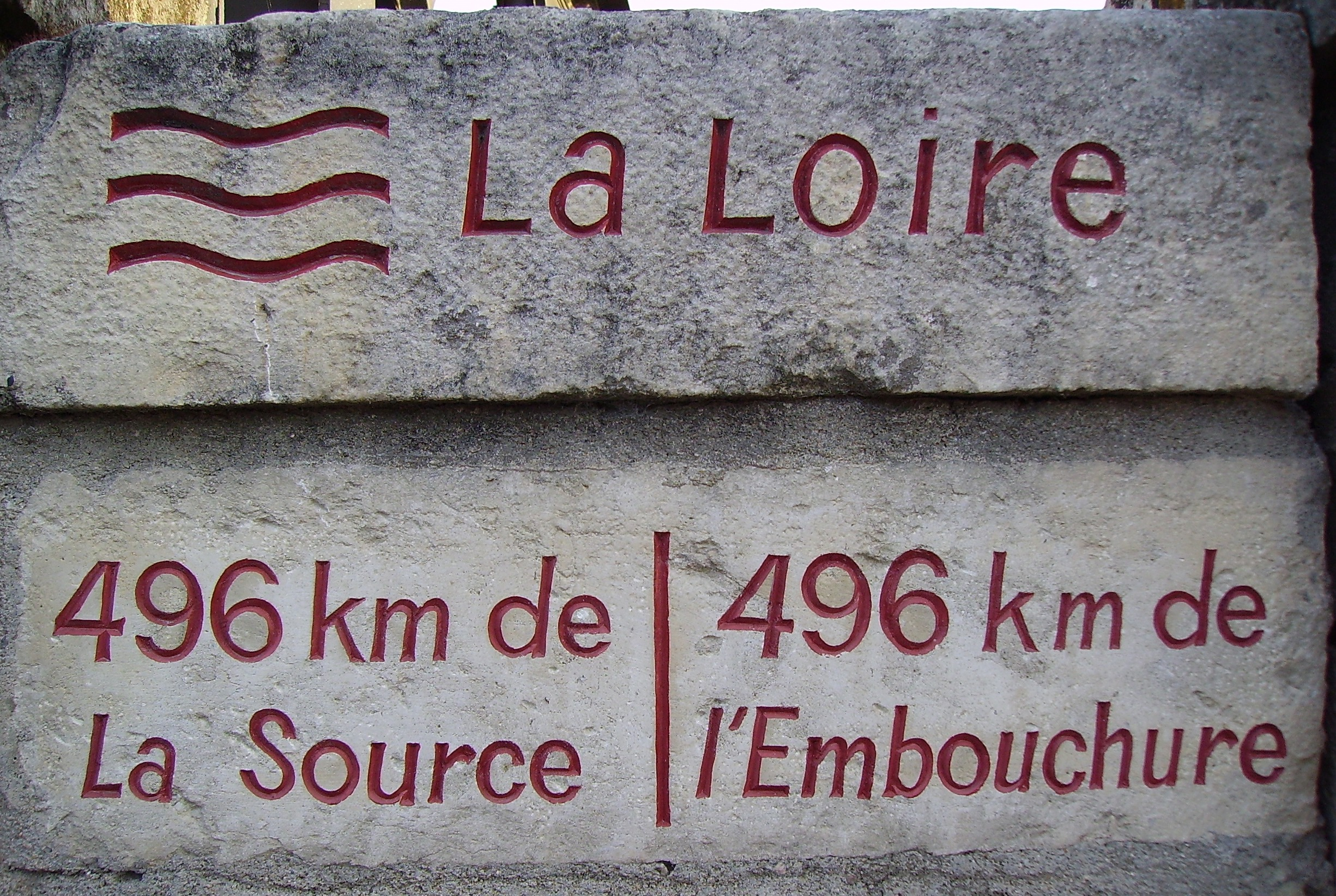
Inscriptions situées à l'entrée du pont, marquant le milieu de la Loire.
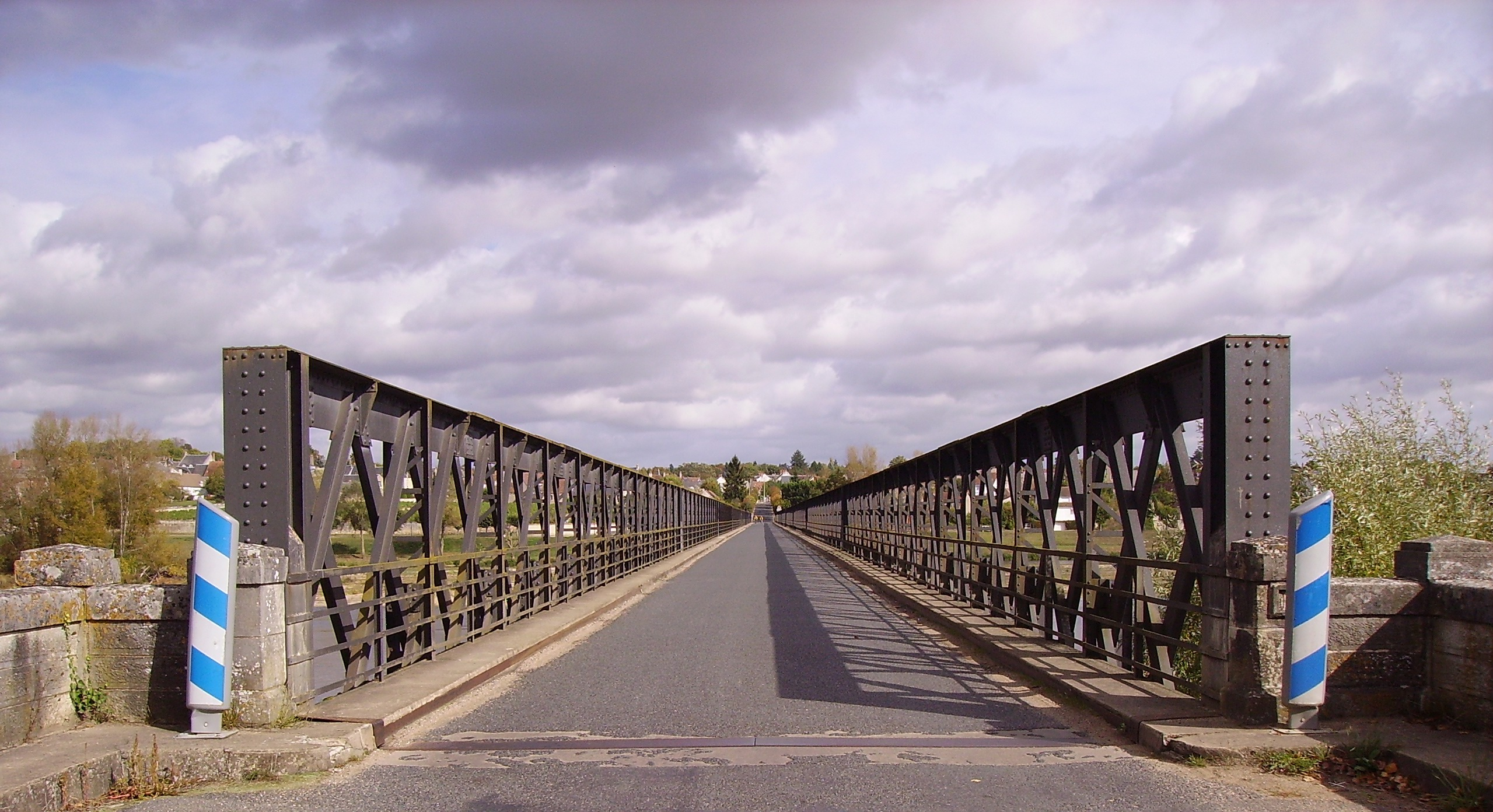
La chaussée du pont.
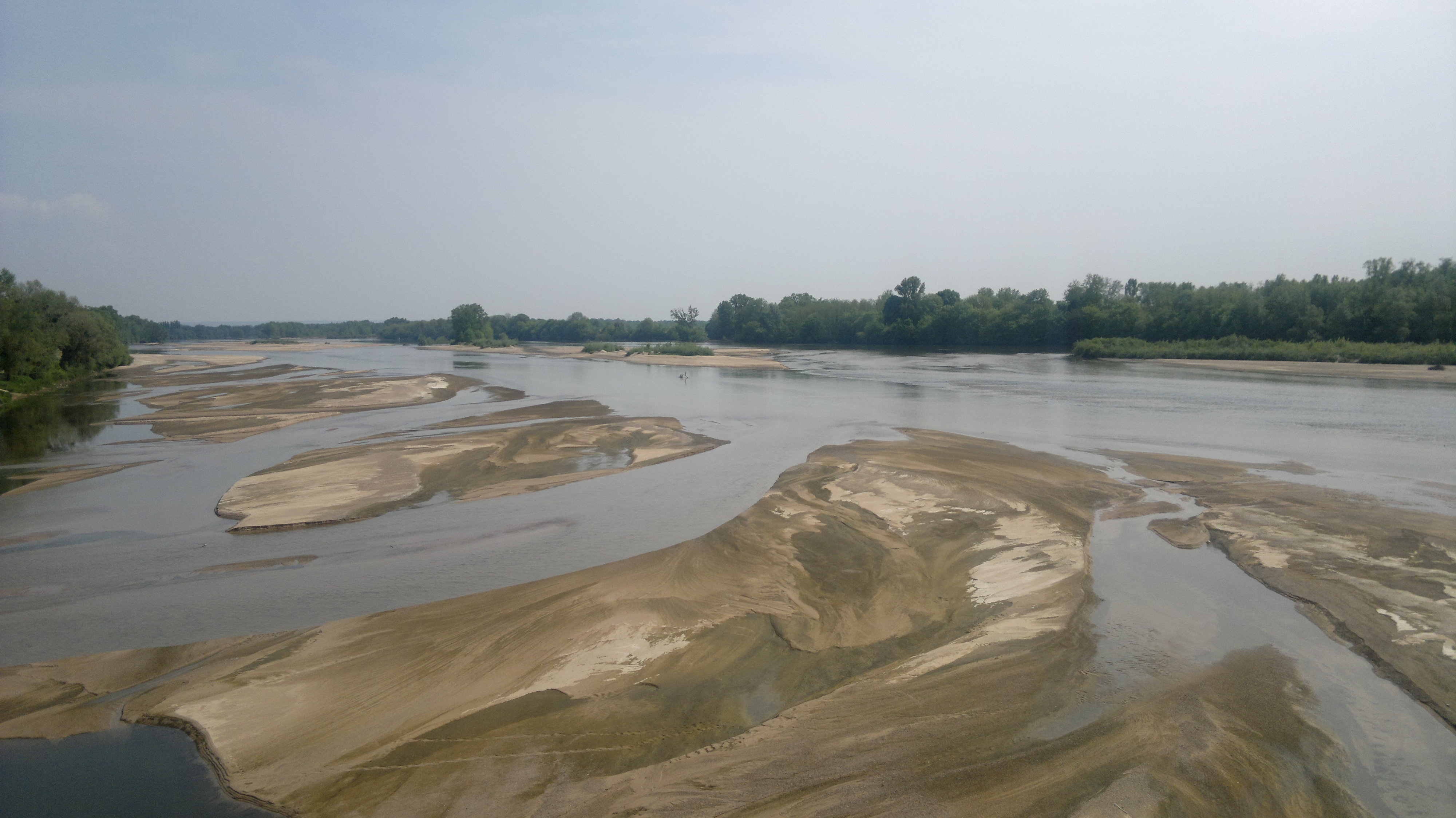
La Loire et des grèves au niveau du pont.

## Histoire
La construction du pont démarre en 1899 pour remplacer le bac déjà existant ; son inauguration a lieu en 1902. 
Des éléments subsistants du 22e GRDI défendent le pont puis se replie sur Sancerre, Avail (16-06-40). 
Le pont a été abîmé de nombreuses fois durant la Seconde Guerre mondiale avant d'être reconstruit entre 1945 et 1946.